# Специальная штурмовая команда
Специальная штурмовая команда (яп. 特殊急襲部隊 токусюкюсюбутай), также известная как SAT — подразделение полиции Японии, существующее в каждой префектурной полицейской службе. Управление Специальными штурмовыми командами осуществляет Национальное полицейское агентство Японии. Команда является национальным контртеррористическим подразделением, которое сотрудничает с префектурными отрядами по борьбе против вооружённых преступников и РХБЗ-террористов Большая часть информации о подобных отрядах была конфиденциальной, первые документы были рассекречены в 1996 году.
В Японии отряды SAT также известны как «специальные отряды» (яп. 特殊部隊 токусюбутай); команды принимают название городских или префектурных отделений полиции, к которым они привязаны — например, Специальный отряд Токийского столичного департамента полиции (яп. 警視庁特殊部隊 Кэйситотокусюбутай) отвечает за безопасность Большого Токио.

## Предыстория
К середине 1970-х годов в составе полиции Японии были так называемые Снайперские команды (яп. 特殊銃隊 токусюдзютай), предшественники отрядов по борьбе против вооружённых преступников. Команды появились после того, как в 1968 году этнический кореец Квон Хё Ро захватил в заложники 18 японских граждан, а освободить их и арестовать Квона удалось только спустя 10 дней. В столичном департаменте полиции были созданы временные полицейские части. В 1977 году, после угона самолёта Japan Airlines из Бомбея террористами из Красной армии Японии, было принято решение создать полноценные антитеррористические спецподразделения в департаментах полиции Токио и префектуры Осака, однако не предавать огласке сведения об этом.
В Токио была создана Специальная рота (яп. 特科中隊 токкатютай) 6-го спецподразделения полиции, а в Осаке — рота «ноль» 2-го спецподразделения полиции. Токийский отряд получил название Специальной вооружённой полиции в 1982 году и собственный флаг. В 1996 году все подобные отряды были переименованы в Специальные штурмовые команды: они появились в Хоккайдо, префектурах Канагава, Тиба, Айти и Фукуока. С 2005 года существует и отряд при полиции префектуры Окинава.

## Организация

### Структура
Насчитывается восемь команд по одному на каждую префектурную службу полиции. Команды подчиняются спецподразделениям, разгоняющим зачинщиков беспорядков, однако в случае чрезвычайной ситуации команды переходят под управление Первого отделения безопасности и отделения безопасности в Осаке. Общая численность личного состава насчитывает 300 человек: в столичном полицейском департаменте насчитывается три таких команды, в департаменте полиции Осаки — две, в остальных департаментах — по одной. В команду входят несколько групп: командования, захвата, снайперского прикрытия и техподдержки.

### Обучение и подготовка
Личный состав набирается из спецподразделений полиции Японии. Изначально туда приглашались рейнджеры, спасатели, снайперы и мастера боевых искусств. Они находятся под наблюдением инспекторов до достижения 30-летия. Срок службы составляет пять лет, что связано с необходимостью поддержки физической формы. Те, кто отслужил в Специальной штурмовой команде, имеют право перейти в другое отделение Бюро безопасности, но некоторые переводятся в Специальную команду по расследованиям отдела расследования уголовных преступлений, чтобы продемонстрировать свои способности детективам.
Подготовка оперативников Специальной штурмовой команды окутана тайной, однако один из ветеранов утверждал, что подготовка схожа с подготовкой рейнджеров Японии (например, в программу входят борьба против диверсантов и десантирование с воздуха). Центры обучения и подготовки разбросаны по шести локациям в стране, иногда для журналистов открыты учения в Юменосиме. Проводятся программы обмена опытом с немецким GSG 9 и австралийским специальным отделом полиции Квинсленда (10 человек обучались у австралийских инструкторов).

### Снаряжение
Основными пистолетами японской полиции изначально были HK P9S, после реорганизации на вооружение были приняты немецкие HK USP и Smith & Wesson Model 39. По некоторым данным, полицией также используются пистолеты Glock 19, SIG Sauer P226 и Beretta 92 Vertec. Оружие с непрерывным режимом ведения огня — пистолеты пулемёты HK MP5A5, HK MP5SD6, HK MP5K, автоматы Тип 89 и M4.
Снайперским оружием являются винтовки Howa Golden Bear, M1500; автоматы Тип 64 также используются как марксманские винтовки; также встречаются винтовки HK PSG1 и L96A1. На место происшествия оперативники прибывают на бронированных фургонах наподобие автомобилей SWAT или ОМОН.

## Участие в операциях
Рота «Ноль» полиции префектуры Осака впервые прославилась 26 января 1979 года, когда прибыла освобождать заложников, захваченных при ограблении банка Mitsubishi Bank бандитом по имени Акиёси Умэкава. Умэкава убил двух прохожих и двух полицейских перед нападением. 28 января грабителя ликвидировал снайпер полиции. Со временем полицейские части SAT стали «последним рубежом» Бюро безопасности, а их эффективная деятельность не позволяла преступникам совершить что-либо серьёзное. В 1990 году во время войны в заливе отряд полиции был направлен в Саудовскую Аравию для эвакуации гражданских лиц. Во время операции по освобождению японского посольства в Лиме японские полицейские оттачивали свои навыки по штурму зданий, схожих с посольством, чтобы предотвратить повторение подобного инцидента в самой Японии.
21 июня 1995 года в аэропорту Хакодате самолёт компании All Nippon Airways был захвачен террористом по имени Фумио Куцуми (яп. 九津見 文雄), угрожавшим взорвать его (бомба оказалась глиняным муляжом), и это стало первым случаем, когда Воздушные силы самообороны Японии координировали свои действия со Специальной штурмовой командой, предоставив самолёт Kawasaki C-1 для доставки оперативников и полицейских префектуры Хоккайдо из Ханеды. Куцуми был арестован, признан виновным (несмотря на диагностированные расстройства психики) и получил 10 лет тюрьмы за угон самолёта.
В 2000 году Специальные штурмовые команды полиции Осаки и Фукуоки оказывали помощь полиции префектуры Хиросима при штурме автобуса, захваченного в Дадзайфу 17-летним молодым человеком. Угонщика, который размещал зашифрованное предупреждение на форуме 2ch.net, удалось схватить живьём. В 2003 году Специальной штурмовой команде полиции Айти пришлось иметь дело с ещё одним случаем захвата заложников, однако в этот раз они потерпели неудачу: террорист Нобору Беппу (яп. 別府 昇) подорвал себя, в результате взрыва погибли ещё три человека и были ранены 41 человек.
В мае 2007 года в Нагое бывший деятель якудза Хисато Обаяси (яп. 大林 久人) около суток удерживал заложников: хотя бандита арестовали 18 мая 2007 года силами полиции Айти, но впервые в результате операции погиб боец Специальной штурмовой команды — оперативник Кадзухо Хаяси (яп. 林 一歩). Специальная команда по расследованиям могла попасть под огонь бандита, но Хаяси принял на себя все попадания. Погибшего посмертно произвели в капитаны, а председатель Национальной комиссии по общественной безопасности Кендзэй Мидзоте заставил опубликовать подробности случившегося и пообещал провести расследование по факту ответственности Специальной штурмовой команды за гибель оперативника. Именно после этого в префектуре Айти создали Штаб поддержки Специальной штурмовой команды (SSS).
В 2015 году японские СМИ сообщили, что оперативников SAT могут направить в отряды для борьбы против терроризма на море. В 2016 году оперативники SAT обеспечивали вместе со Специальным абордажным отрядом безопасность участников и гостей Саммита G7 в Симе.

## В культуре
В манге Highschool of the Dead есть два второстепенных героя, служащих в SAT — снайпер группы SAT Рика Минами и её коллега Тадзима.

### Книги
- Kōichi Itō. The truth of the Metropolitan Police Special unit (яп.). — Dainihon-kaiga, 2004. — ISBN 978-4499228657.
- Tetsuya Kakitani, Masayuki Kikuchi. Japanese counter-terrorism units (яп.). — Sanshusha Co.,Ltd[яп.], 2008. — ISBN 978-4384042252.
- Special forces of Japan (яп.) / Strike And Tactical Magazine. — KAMADO, 2017.

### Статьи
- Masatsugu Otsuka. Guns of the Japanese police (яп.) // Strike and Tactical Magazine. — KAMADO, 2009. — 第6巻. — 第50—57 頁.